# Dicranopygium novogranatense
Dicranopygium novogranatense är en enhjärtbladig växtart som beskrevs av Gunnar Wilhelm Harling. Dicranopygium novogranatense ingår i släktet Dicranopygium och familjen Cyclanthaceae.
Artens utbredningsområde är Colombia. Inga underarter finns listade.